# RFL Championship 1957-58
El Championship de 1957-58 fue la 63.º edición del torneo de rugby league más importante de Inglaterra.

## Formato
Los equipos se enfrentaron en formato de todos contra todos, los primeros cuatro equipos clasificaron a postemporada.
Se otorgaron 2 puntos por cada victoria, 1 por el empate y 0 por la derrota.

## Desarrollo

### Tabla de posiciones
| Pos. | Equipo               | Encuentros | Encuentros | Encuentros | Encuentros | Puntos |
| Pos. | Equipo               | PJ         | PG         | PE         | PP         | Puntos |
| ---- | -------------------- | ---------- | ---------- | ---------- | ---------- | ------ |
| 1    | Oldham RLFC          | 38         | 33         | 1          | 4          | 67     |
| 2    | St Helens RFC        | 38         | 32         | 0          | 6          | 64     |
| 3    | Workington Town      | 38         | 28         | 2          | 8          | 58     |
| 4    | Hull FC              | 38         | 27         | 2          | 9          | 56     |
| 5    | Wigan Warriors       | 38         | 27         | 0          | 11         | 54     |
| 6    | Halifax RLFC         | 38         | 25         | 2          | 11         | 52     |
| 7    | Leigh Centurions     | 38         | 24         | 0          | 14         | 48     |
| 8    | Featherstone Rovers  | 38         | 23         | 1          | 14         | 47     |
| 9    | Wakefield Trinity    | 38         | 22         | 2          | 14         | 46     |
| 10   | Widnes Vikings       | 38         | 23         | 0          | 15         | 46     |
| 11   | Hunslet FC           | 38         | 22         | 1          | 15         | 45     |
| 12   | York FC              | 38         | 19         | 4          | 15         | 42     |
| 13   | Warrington Wolves    | 38         | 19         | 1          | 18         | 39     |
| 14   | Leeds Rhinos         | 38         | 18         | 1          | 19         | 37     |
| 15   | Salford Red Devils   | 38         | 18         | 1          | 19         | 37     |
| 16   | Hull Kingston Rovers | 38         | 17         | 2          | 19         | 36     |
| 17   | Whitehaven RLFC      | 38         | 17         | 1          | 20         | 35     |
| 18   | Huddersfield Giants  | 38         | 17         | 1          | 20         | 35     |
| 19   | Rochdale Hornets     | 38         | 17         | 1          | 20         | 35     |
| 20   | Bradford Northern    | 38         | 16         | 2          | 20         | 34     |
| 21   | Barrow Raiders       | 38         | 16         | 2          | 20         | 34     |
| 22   | Keighley Cougars     | 38         | 15         | 2          | 21         | 32     |
| 23   | Bramley RLFC         | 38         | 14         | 2          | 22         | 30     |
| 24   | Swinton Lions        | 38         | 13         | 3          | 22         | 29     |
| 25   | Blackpool Borough    | 38         | 12         | 0          | 26         | 24     |
| 26   | Batley Bulldogs      | 38         | 10         | 0          | 28         | 20     |
| 27   | Liverpool Stanley    | 38         | 9          | 1          | 28         | 19     |
| 28   | Dewsbury Rams        | 38         | 6          | 4          | 28         | 16     |
| 29   | Castleford Tigers    | 38         | 7          | 1          | 30         | 15     |
| 30   | Doncaster RLFC       | 38         | 4          | 0          | 34         | 8      |

|  | Clasificados a postemporada. |

### Postemporada

#### Semifinal
| 3 de mayo de 1958 | Oldham RLFC | 8 - 20 | Hull FC |  |  |

| 3 de mayo de 1958 | St Helens RFC | 13 - 14 | Workington Town |  |  |

#### Final
| 17 de mayo de 1958 | Hull FC | 20 - 3 | Workington Town | Odsal Stadium, Bradford |  |

| Bandera de Inglaterra |
| Campeón Hull FC       |
| Quinto título         |